# Comuna Stovpeahî, Pereiaslav-Hmelnițki
Stovpeahî (în ucraineană Стовп`яги) este o comună în raionul Pereiaslav-Hmelnițki, regiunea Kiev, Ucraina, formată din satele Hreceanîkî, Kavkaz, Stovpeahî (reședința) și Vesele.

## Demografie
Componența lingvistică a comunei Stovpeahî
     Ucraineană (97,13%)
     Rusă (2,51%)
     Alte limbi (0,3%)
Conform recensământului din 2001, majoritatea populației comunei Stovpeahî era vorbitoare de ucraineană (97,13%), existând în minoritate și vorbitori de rusă (2,51%).